# Aggravante
Per circostanza aggravante o semplicemente aggravante, in diritto, si intende un elemento di fatto o una situazione che può accompagnare l'azione o l'omissione illecita prevista come reato e che il legislatore ha preso in considerazione quale motivo di aumento della pena.
In caso di circostanze aggravanti si ha un aumento di pena o l'applicazione di una pena diversa e comunque più grave.

## Tipologia

### Aggravanti comuni
Sono circostanze aggravanti comuni quelle previste per un numero indefinito di reati, salvo che con questi siano incompatibili.
Queste vengono elencate dall'Art. 61 del Codice penale italiano:
1) l'avere agito per motivi abietti o futili;
2) l'aver commesso il reato per eseguirne od occultarne un altro, ovvero per conseguire o assicurare a sé o ad altri il prodotto o il profitto o il prezzo ovvero la impunità di un altro reato;
3) l'avere, nei delitti colposi, agito nonostante la previsione dell'evento;
4) l'avere adoperato sevizie, o l'aver agito con crudeltà verso le persone;
5) l'avere profittato di circostanze di tempo, di luogo o di persona, anche in riferimento all'età, tali da ostacolare la pubblica o privata difesa;
6) l'avere il colpevole commesso il reato durante il tempo, in cui si è sottratto volontariamente alla esecuzione di un mandato o di un ordine di arresto o di cattura o di carcerazione, spedito per un precedente reato;
7) l'avere, nei delitti contro il patrimonio o che comunque offendono il patrimonio, ovvero nei delitti determinati da motivi di lucro, cagionato alla persona offesa dal reato un danno patrimoniale di rilevante gravità;
8) l'avere aggravato o tentato di aggravare le conseguenze del delitto commesso;
9) l'avere commesso il fatto con abuso dei poteri, o con violazione dei doveri inerenti a una pubblica funzione o a un pubblico servizio, ovvero alla qualità di ministro di un culto;
10) l'avere commesso il fatto contro un pubblico ufficiale o una persona incaricata di un pubblico servizio, o rivestita della qualità di ministro del culto cattolico o di un culto ammesso nello Stato, ovvero contro un agente diplomatico o consolare di uno Stato estero, nell'atto o a causa dell'adempimento delle funzioni o del servizio;
11) l'avere commesso il fatto con abuso di autorità o di relazioni domestiche, ovvero con abuso di relazioni di ufficio, di prestazione d'opera, di coabitazione, o di ospitalità;
11-bis) l'avere il colpevole commesso il fatto mentre si trova illegalmente sul territorio nazionale;
11-ter) l'aver commesso un delitto contro la persona ai danni di un soggetto minore all'interno o nelle adiacenze di istituti di istruzione o di formazione.

### Aggravanti specifiche
Sono circostanze aggravanti specifiche, o speciali, quelle previste per singole figure di reato. Possono indicarsi quali esempi quelle previste per i delitti contro la vita e la incolumità, ecc. La misura dell'aumento della pena è di norma indicata dalla legge.

## Applicazione dell'aumento di pena
L'aumento si opera sulla quantità di pena che il giudice applicherebbe al colpevole qualora non concorresse la circostanza da applicare.
Se concorrono più circostanze aggravanti, si verifica un concorso omogeneo di circostanze: l'aumento di pena si opera quindi sulla quantità di essa risultante dall'aumento precedente.